# Aconias concavopropodeonus
Aconias concavopropodeonus là một loài tò vò trong họ Ichneumonidae.